# Schmallenberg
Schmallenberg är en stad i Hochsauerlandkreis i Regierungsbezirk Arnsberg i förbundslandet Nordrhein-Westfalen i Tyskland.